# Saint-Louis (Guadalupe)

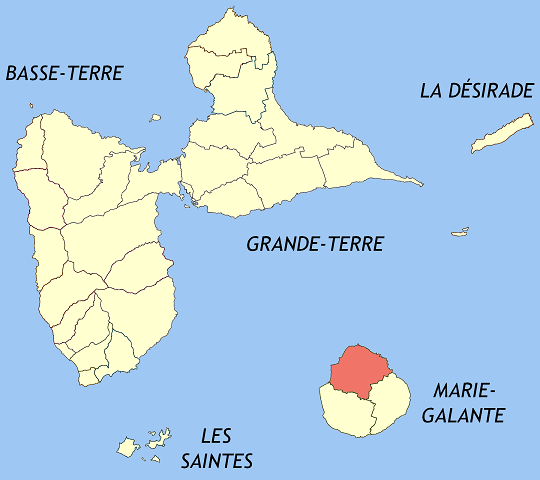
Ubicació de Saint-Louis dins de la Guadalupe

Saint-Louis és un municipi francès, situat a Guadalupe, una regió i departament d'ultramar de França situat a les Petites Antilles. L'any 2006 tenia 2.833 habitants. És un dels tres municipis de l'illa de Marie-Galante i limita amb Grand-Bourg i Capesterre-de-Marie-Galante.

## Demografia
| 2.997                                      | 2.833 |
| Des de 1962: població sense dobles comptes |       |

## Administració
| Període | Identitat       | Partit        |
| ------- | --------------- | ------------- |
| 2008-   | Jacques Cornano | Divers gauche |

## Galeria d'imatges

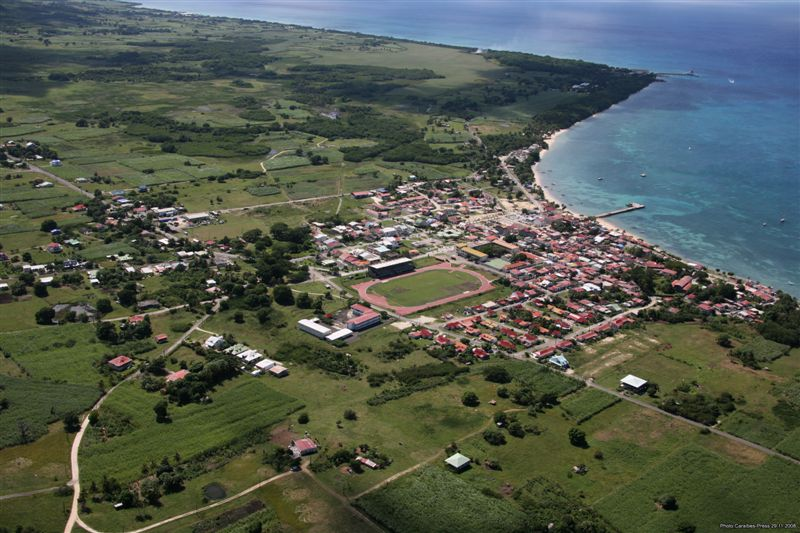
La Badia de Saint-Louis
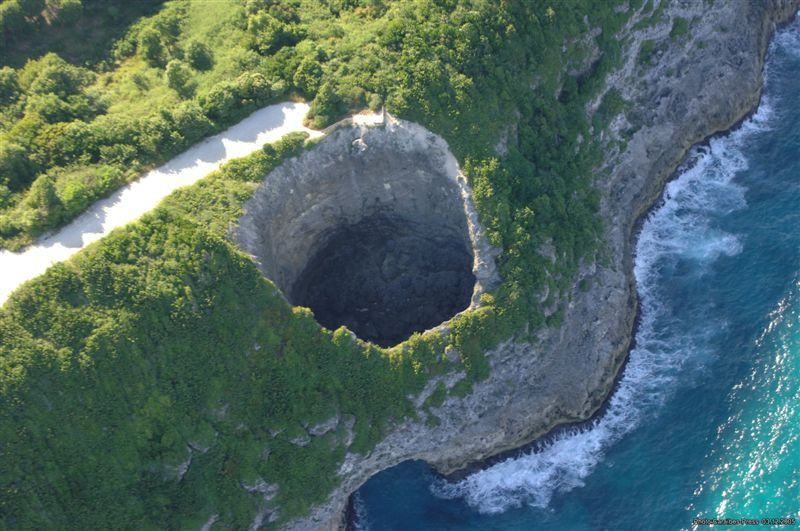
Grand Gouffre vista de l'aire
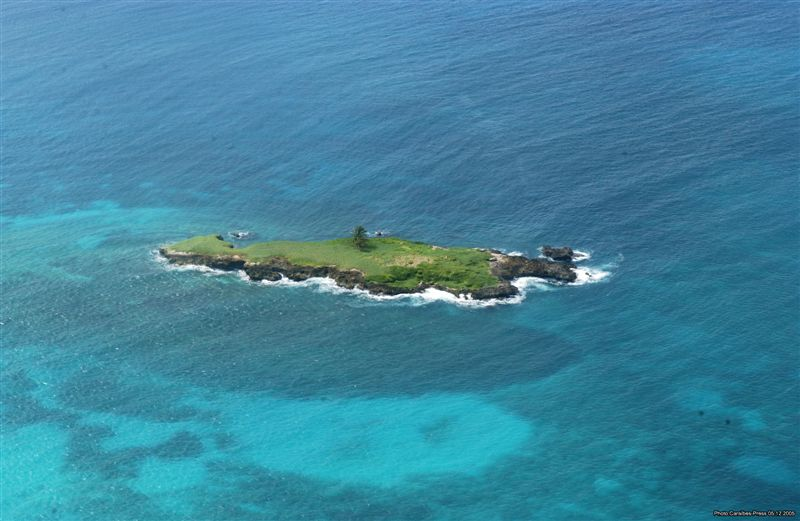
L'Illot de Vieux Fort